# Ferrohexahidrita
La ferrohexahidrita és un mineral de la classe dels sulfats que pertany al grup de l'hexahidrita (MgSO₄·6H₂O), de la qual és l'anàleg amb ferro(II), fet pel qual rep el seu nom.

## Característiques
La ferrohexahidrita és un sulfat de fórmula química Fe²⁺(SO₄)(H₂O)₆. Cristal·litza en el sistema monoclínic en forma estalactites; els cristalls fibrosos o capil·lars poden arribar fins als 6 mm de longitud. La seva duresa a l'escala de Mohs és 2.
Segons la classificació de Nickel-Strunz, la ferrohexahidrita pertany a «07.CB: Sulfats (selenats, etc.) sense anions addicionals, amb H₂O, amb cations de mida mitjana» juntament amb els següents minerals: dwornikita, gunningita, kieserita, poitevinita, szmikita, szomolnokita, cobaltkieserita, sanderita, bonattita, aplowita, boyleïta, ilesita, rozenita, starkeyita, drobecita, cranswickita, calcantita, jôkokuïta, pentahidrita, sideròtil, bianchita, chvaleticeïta, hexahidrita, moorhouseta, nickelhexahidrita, retgersita, bieberita, boothita, mal·lardita, melanterita, zincmelanterita, alpersita, epsomita, goslarita, morenosita, alunògen, meta-alunògen, aluminocoquimbita, coquimbita, paracoquimbita, rhomboclasa, kornelita, quenstedtita, lausenita, lishizhenita, römerita, ransomita, apjohnita, bilinita, dietrichita, halotriquita, pickeringita, redingtonita, wupatkiïta i meridianiïta.

## Formació i jaciments
La ferrohexahidrita ha estat trobada en gres amb contingut de menes oxidades (Sofiya, Ucraïna) i també com un producte de deshidratació de la melanterita en mostres de perforació (nord-est de Tatarstan, Rússia).
S'han trobat jaciments de ferrohexahidrita a Alemanya, Àustria, els Estats Units, Itàlia, el Japó, Polònia, la República Txeca, Rússia i Ucraïna. A Catalunya, se n'ha trobat a la Santa Creu d'Olorda a la serra de Collserola (Barcelona).